# 棲霞市
棲霞市（せいか-し）は、中華人民共和国山東省煙台市に位置する県級市。朝晩に霞がよく見られることから名づけられた。果実、特にリンゴを多く産し、「果都」と称される。古くは山峰が多く「山城」と称され、石灰岩を豊富に産出する。

## 歴史
1131年（天会9年）に棲霞県が設置される。1995年11月30日に県級市に昇格し現在に至る。

## 行政区画
- 街道：翠屏街道、荘園街道、松山街道
- 鎮：観里鎮、蛇窩泊鎮、唐家泊鎮、桃村鎮、亭口鎮、寺口鎮、蘇家店鎮、楊礎鎮、西城鎮、官道鎮、廟後鎮

## 特産品
1990年代よりリンゴが生産され、今では全人口の76%がリンゴ農家である。リンゴの品種「紅富士」は日本から導入し、袋を被せる技術は日本から取り入れた。毎年、「棲霞リンゴ祭り」が開催される。15万ｔのリンゴを東南アジアに輸出している。

## 観光地
- 牟氏荘園（荘園街道） - 中国北部最大の地主の庭園
- 牙山
- 大虚宮
- 艾山温泉（松山街道艾山）

## 出身有名人
- 丘長春
- 牟宗三
- 郝懿行